# Hot Rock
Hot Rock (englisch für Heißer Stein) ist eine Science-Fiction-Novelle des australischen Schriftstellers Greg Egan, zuerst veröffentlicht in der Sammlung Oceanic im Jahr 2009. Die Novelle erschien ebenfalls in der Sammlung Crystal Nights and Other Stories im Jahr 2009. Die Novelle spielt im selben Universum wie die Novelette Glory, die Novelle Riding the Crocodile und der Roman Incandescence von Greg Egan.

## Handlung
Azar lässt ihr Bewusstsein über das Kommunikationsnetzwerk der außerirdischen Zivilisation der Amalgam über tausendfünfhundert Lichtjahre entfernt zur Raumstation Mologhat schicken. Diese befindet sich im Orbit um den ohne Stern durch den interstellaren Raum fliegenden Planemo Talullah. Azar trifft Shelma und zusammen landen beide auf Tallulah mit dem Ziel, den Grund hinter dessen ungewöhnlich hoher Temperatur zu finden. Sie erschaffen Körper ähnlich zu den außerirdischen echsenartigen Kreaturen, die im nur durch die Wärme existierenden Ozean leben, und offenbaren sich diesen als fremde Besucher. Untersuchungen zeigen, dass die Temperatur von künstlich erschaffenen Teilchen mit extremem Drehimpuls kommt, sodass deren Ruhemasse nur ein Zehntel ihrer tatsächlichen Masse beträgt. Dadurch soll der Planemo lange genug warm und bewohnbar gehalten werden, bis sich bei Durchflug eines Systems wieder eine Möglichkeit der Kolonisation ergibt. Azar und Shelma diskutieren diese Erkenntnis anschließend mit den schon längst zu alten Legenden verkommenen Geschichten der Bewohner über einen großen Exodus.

## Übersetzung
Die Novelle wurde ins Koreanische und ins Chinesische übersetzt.

## Auszeichnung
Hot Rock erreichte den siebten Platz beim Locus Award für die beste Novelle im Jahr 2010.

## Kritik
AustLit: The Australian Literature Resource schreibt, dass Greg Egan eine außerirdische Technologie präsentiere, wie sie nur von ihm hätte erdacht werden können. („Greg Egan gives us an alien technology only he could imagine.“)